# Alamànic

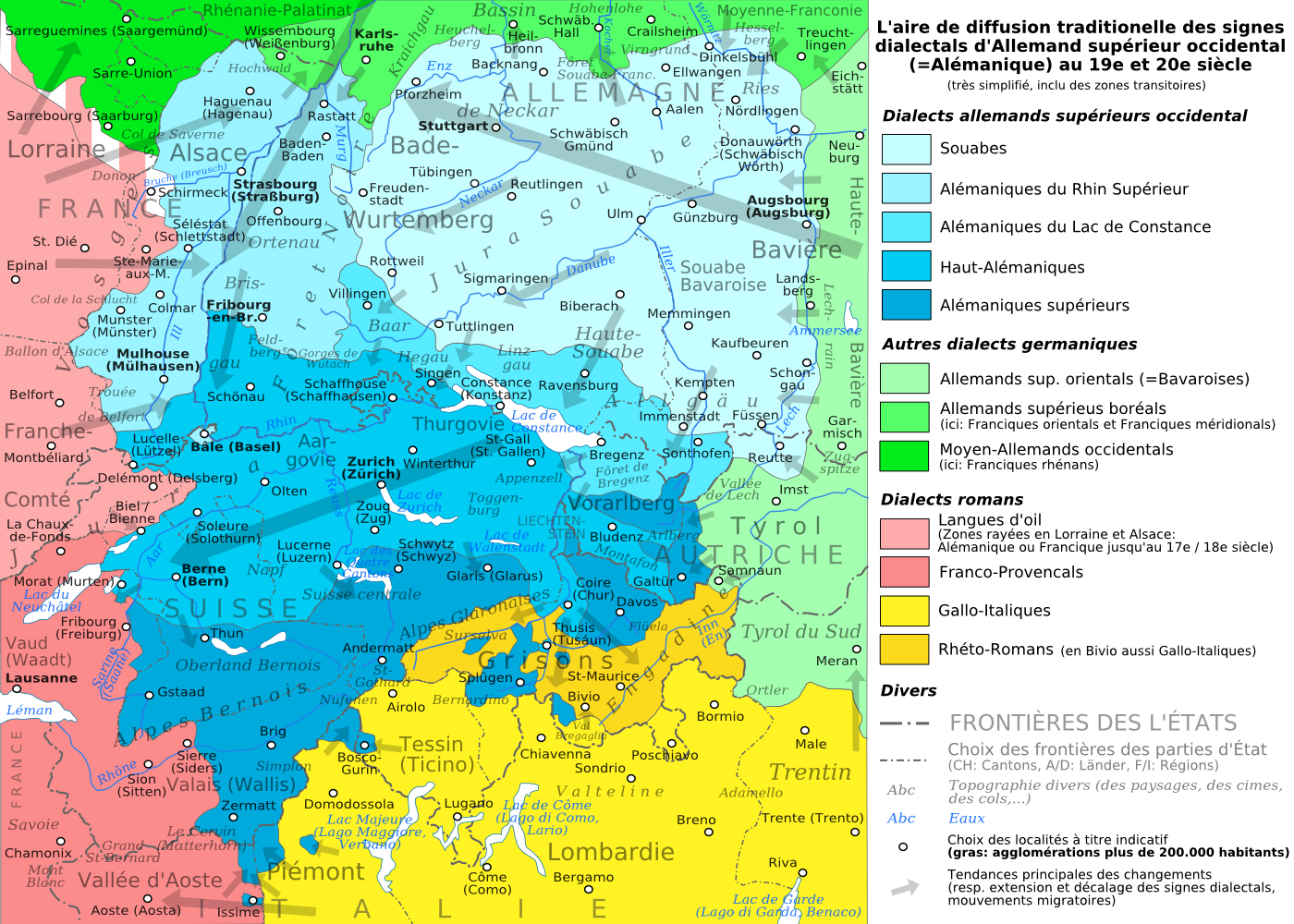
Àrea d'influència de l'alamànic i les seves divisions

L'alamànic pertany, juntament amb l'austrobavarès, a la branca de l'alt alemany de la família de les llengües germàniques.
Comprèn les següents varietats, que poden arribar a ser força inintel·ligibles entre si:
- Alemany suabi, de Suàbia (Alemanya), dit també suabi (Schwäbisch)
- Baix alamànic, que comprèn:
  - Alsacià, a l'Alsàcia (França)
  - Alemany coloniero (Colonia Tovar, Veneçuela)
  - Alemany baselès (o suís) de Basilea (Suïssa)
- Alt alamànic, a Suïssa, Vorarlberg (Àustria), sud de la Selva Negra (Alemanya i Liechtenstein), per exemple:
  - Alemany bernès (o suís) de Berna
  - Alemany zuriquès (o suís) de Zúric
- Alamànic superior, al cantó de Valais (en alemany Wallis) i la seva diàspora alpina, al sud del cantó de Berna i a la part alemanya de Friburg (Suïssa), per exemple:
  - Walliser, referit a Wallis i
    - Walser, referit a la diàspora

Quan es parla dels dialectes alamànics de Suïssa se sol emprar la denominació d'alemany suís o schwiizerdüütsch.
Els codis SIL emprats (versió 15) són gsw, swg (alemany de Suàbia), wae (dialectes de Wallis, tot i que lingüistes suïssos i alemanys els inclouen entre els dialectes de l'alemany suís) i cgt (alemany coloneiro).